# Důl Zuivska
Důl Zuivska je uhelný důl, který se nachází v Doněcké oblasti na jihovýchodě Ukrajiny. Maximální výtěžnost dolu se předpokládá na 17,4 milionu tun uhlí. Důl byl založen v roce 1955. Těžba v dole skončila v roce 2004. Důl se skládal ze 16 úklonných šachet a na konci 90. letech 20. století v něm pracovalo 2478 zaměstnanců, z toho 1756 horníků. Sloje byly ohroženy kvůli únikům metanu. Maximální hloubka dolu činila 585 metrů na konci roku 1999.